# 拉丁男孩的天空
《拉丁男孩的天空》（英語：Chop Shop）是一部2007年的美國電影。

## 剧情介绍
故事讲述12岁的拉丁男孩Alejandro生活在一家废旧的汽车，他打着童工，偷窃，买着盗版光碟，过的十分穷困潦倒，在这个混乱的底层沉生活里，他一直与姐姐相依为命，Alejandro比同龄的孩子都懂事，他拼命的工作希望通过自己的努力能让姐姐与自己过上更好的生活。虽然生活在社会的最底层，但他们依然有自己追求的，Alejandro的希望是拥有一辆车，开间餐厅，姐姐也默默的支持他，可后来发现现实的他，看到的是一次一次的欺骗。